# Ovarialsvikt
Ovarialsvikt är bristande funktion av de kvinnliga könskörtlarna, äggstockarna. Detta yttrar sig i amenorré (utebliven menstruation) och förhöjda nivåer follikelstimulerande hormon (FSH). Ovarialsvikt är ett tecken på menopaus, och är följaktligen det normala tillståndet när kvinnan uppnår en viss ålder. Tillståndet kan emellertid uppkomma under den period när kvinnor normalt sett är fertila, och leder då till för tidigt klimakterium. Det senare tillståndet kallas också prematur ovarialsvikt. Nedsatt könskörtelfunktion i allmänhet kallas också för båda könen hypogonadism. Beroende på orsak kan tillståndet rättas till eller inte.
Prematur ovarialsvikt definieras som att kvinnan inte längre är fertil, innan 40 års ålder. Detta yttrar sig genom att nivåerna av FSH är mycket höga (hypergonadotropism), vilket är fallet efter menopaus. En konsekvens av detta är att kvinnan slutar menstruera, hon drabbas av amenorré. Ovarialsvikten yttrar sig dels i en utebliven förmåga att bilda ägg, kronisk anovulation, att oogenesen upphör. Eftersom äggstockarna också producerar könshormoner, leder tillståndet också till hypoöstrogenism (förlåga nivåer östrogen) samt brist på andra könshormoner (hypoprogesteronism och hypoandrogenism). Bland kvinnor som drabbas av amenorré före 40 års ålder, beror detta till 10-30 % av fallen på för tidigt klimakterium. Risken att drabbas av prematur ovarialsvikt är 1 %. Orsaker innefattar genetiska sjukdomar, vissa autoimmuna sjukdomar, biverkningar av sjukvård och läkemedel, och miljöfaktorer (miljögifter, virusinfektioner, med mera). Bland de autoimmuna sjukdomar som kan ge för tidigt klimakterium finns Addisons sjukdom, som är den vanligaste sjukdomen, hypotyreos och diabetes mellitus . Kvinnor med för tidigt klimakterium har låga nivåer TNF-alfa.
Prematur ovarialsvikt brukar som nämnt kallas för tidigt klimakterium. Synsättet ifrågasätts emellertid. Menopaus kännetecknas av att äggreserven är för liten, och tillståndet är därför oåterkalleligt. I vissa fall av prematur ovarialsvikt kan tillståndet rättas till med behandling, och kvinnan därmed bli fertil igen. Det är också vanligt att tillståndet pendlar (är intermittent) med fortsatt enstaka månader av ägglossning, vilket kan ses i ungefär hälften av fallen.